# Kaziukas-Jahrmarkt

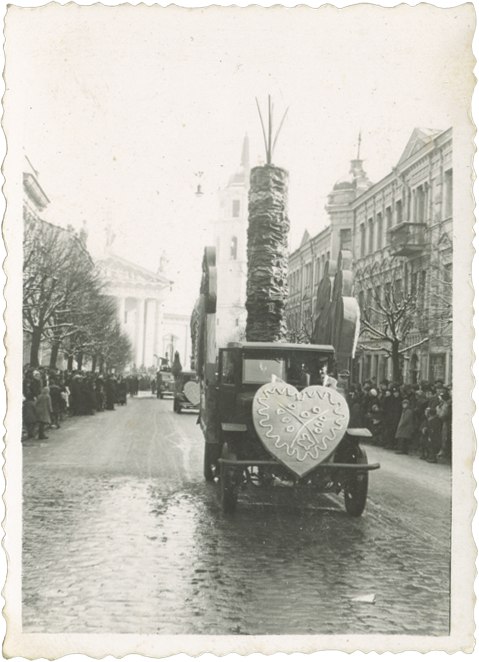
Prozession (1936)

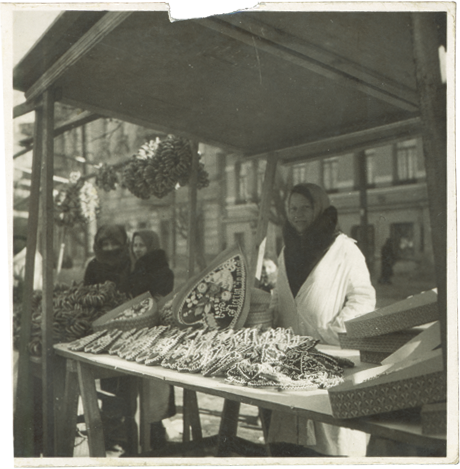
Kaziuko mugė (1939)

Der Kaziukas-Jahrmarkt (lit. Kaziuko mugė) ist der jährliche Jahrmarkt in der litauischen Hauptstadt Vilnius, teilweise auch in Kaunas und anderen Orten.
Er findet bis zum und am Tag des Heiligen Kazimieras (Gönner von Litauen), am 4. März, statt. Ab Freitag bis Sonntag gibt es viele Handelspunkte in der Altstadt Vilnius und Gedimino prospektas. Diese Straßen werden von tausenden Einwohnern und Stadtgästen besucht.